# Javier Mecerreyes
Javier Mecerreyes Campal (Avilés, 4 de julio del 2000) es un futbolista español que juega como centrocampista en el Real Avilés Club de Fútbol de la Segunda Federación de España.

## Trayectoria
Nacido en Avilés, se une a la Escuela de Fútbol de Mareo en 2013, procedente del equipo avilesino de Fútbol base Club Deportivo Quirinal. El 21 de junio de 2019 firma un contrato por 3 años con el club, ascendiendo al filial en la Segunda División B y debutando como titular el 22 de septiembre de 2021 en un empate por 0-0 frente al Racing de Ferrol, aunque ya había disputado un encuentro entrando como suplente. Su primer gol con el filial llega el siguiente 15 de diciembre en la goleada por 6-0 a la SCR Peña Deportiva.
Javier logra debutar con el primer equipo el 29 de mayo de 2022 al entrar como suplente en la segunda mitad en una derrota por 0-1 frente a la UD Las Palmas en Segunda División.
El 7 de julio de 2022, firma por la Unión Deportiva San Sebastián de los Reyes de la Primera Federación. Tras una temporada que terminaría con el descenso de categoría de los sanseros, el jugador vuelve a su ciudad natal y ficha por el equipo representativo de esta, el Real Avilés, por dos temporadas.

## Clubes
Actualizado al último partido disputado de la temporada 2022-23.
| Club                             | País   | Año       | Partidos | Goles |
| -------------------------------- | ------ | --------- | -------- | ----- |
| Real Sporting de Gijón "B"       | España | 2019-2022 | 73       | 1     |
| Real Sporting de Gijón           | España | 2022      | 1        | 0     |
| U. D. San Sebastián de los Reyes | España | 2022-2023 | 33       | 0     |
| Real Avilés C. F.                | España | 2023-     |          |       |